# Citová výchova (román)
Citová výchova (ve francouzském originále L'Éducation sentimentale) je román francouzského spisovatele Gustava Flauberta. Původně vyšel léta 1869. Českého překladu se dočkal v roce 1898, kdy vyšel pod názvem Výchova sentimentální; roku 1959 vyšel pod názvem Citová výchova a v pozdějších letech vždy znovu pod tímto názvem. Roku 1962 se kniha dočkala filmového zpracování v režii Alexandra Astruce. Citová výchova pojednává o životě mladého muže (Frédéric Moreau) během revoluce 1848 a následném vzniku Druhého Francouzského císařství; řada ze zážitků hlavní postavy byla inspirována Flaubertovými vlastními zkušenostmi.
Proslulé dílo klasika francouzského realismu kreslí obraz života pařížské buržoazie v polovině 19. století. Na osudu zámožného mladíka, který se vyžívá v milostných tužbách a dobrodružstvích, v romantických snech a diletantských pokusech o osobní uplatnění, je podána kritika měšťáckého životního stylu, jeho pokrytectví a prázdnoty.
resumé

## Nakladatelské údaje
- Flaubert, Gustave. Výchova sentimentální: historie mladíka. Překlad Stanislav Mašek. V Praze: J. Otto, 1898. 2 sv. (411, 207 s.). Knihovna Zlaté Prahy; sv. 17, 18.